# Jean-Dominique Séval
 (mars 2023).
Jean Dominique Séval, né le 6 décembre 1962, est un économiste spécialiste de l'économie numérique. Auteur, et conférencier,,,, il intervient dans plusieurs grandes écoles et universités. Directeur général adjoint du think tank IDATE DigiWorld, référence internationale de l'analyse des marchés numériques. Il est cofondateur de Topos, cabinet spécialisé dans les formations et le conseil aux innovations de rupture, créé pour contribuer à la construction d'une Europe de l'innovation durable et souveraine, et mieux faire connaitre les spécificités du numérique chinois.

## Carrière
Jean Dominique Séval a démarré sa carrière au sein de l'équipe d'économistes à l'origine de Xerfi Precepta, avant de rejoindre le groupe BIPE en tant que directeur du département technologies de l'information, où il a également lancé l'activité sur l'industrie pharmaceutique. Depuis 1997, il accompagne le développement de l'institut IDATE DigiWorld à travers la promotion des activités collaboratives (clubs, événements), la réalisation du programme de publication d'études et de bases de données ou l'ouverture de son bureau parisien.
Spécialiste de l'analyse prospective, qu'il a développé à travers ses différents postes, il propose un chemin original faisant le lien entre des études réalisées pour des entreprises ou des organismes publics,, et une approche de vulgarisation des enjeux liés à la transformation numérique de l'économie et de la société,,.
Il a développé une expertise sur le numérique chinois, en s'installant à Pékin. L'occasion de comprendre les spécifités d'un des moteurs de la puissance chinoise qu'il transmet à travers de nombreux papiers d'analyse publiés dans Le Monde, Usbek & Rica et Meta-Media. Il assure également un cours sur le thème "Digital China" dans le Master 226 de Henri Isaac à l'Université Dauphine PSLet un cours sur l'IA dans le Master Marketing numérique à l'IAE Nice-Université Côte d'Azur.

## Autres activités
Jean Dominique Séval a été membre du conseil d'administration du Social Media Club France et a animé la commission NextGen TV qu'il a créé en 2015 avec Eric Scherer. L'occasion d'aborder de nombreux thèmes en lien avec l'actualité de la transformation digitale des médias,.
Il a également contribué au lancement de l'association FrenchSouth digital (ex Novae LR, actuellement Digital 113) des entreprises de la filière numérique en Languedoc-Roussillon (Occitanie), en tant que membre du conseil d'administration et animateur de la commission marché.
Depuis 2017, il est membre du jury des "World Communication Awards" organisé par Total Telecom, depuis 2021, il est membre du jury du prix de l'innovation des équipes franco-chinoises organisé par le Comité France Chine et membre du jury des meilleurs inventeurs français du journal Le Point
À Pékin, il a été membre du board de French Tech Beijing et coordinateur du "Digital & IT Committee" de la CCIFC (Chambre de Commerce et d'Industrie de la France en Chine).
En janvier 2021, il devient président de French Tech Beijing et co-organisateur de Next Tech China,,,.
En janvier 2024, il fonde Topos (en hommage au grand mathématicien visionnaire Alexandre Grothendieck), cabinet spécialisé dans les formations et le conseil aux innovations de rupture.

## Publications
Livres :
- Vous êtes déjà en 2025 : Chroniques de nos vies numériques, Edition Multimédia, première édition, 2013
- La fin de Babel, et autres effets inattendus de la révolution numérique, Editions L'Harmattan, 2025 [31]